# 徳光康之
徳光 康之（とくみつ やすゆき、1963年5月17日 - ）は、日本の漫画家。大阪府生まれ、佐賀県育ち。佐賀県立武雄高等学校卒業。佐賀大学アニメーション研究会出身。『いきなりバックドロップ犬』で1987年に『月刊少年マガジン』（講談社）よりデビュー。

## 概要
大阪の生まれだが、父親の転勤により小学1年生のときから佐賀で育つ。大学時にコミケで発行した同人誌が講談社・編集者の目にとまり連絡を受ける。打ち合わせ中に見せたネタノートのイラストにあったキャラをきっかけに「いきなりバックドロップ犬」が生まれデビューを果たす。プロレスやアニメ『機動戦士ガンダム』などを題材に、マニアックなネタを盛り込んで描く作風が特徴である。徳光自身、ディープなオタクであり、自らの経験を基にしたルポ漫画などもこなす。好きなキャラクターは『機動戦士ガンダム0083』のシーマ・ガラハウ、『サクラ大戦』のマリア・タチバナなど。好きなモビルスーツはドム。
また草野球にも熱心に取り組んでおり、川原正敏がオーナーを務める草野球チームに所属している。一時は6チームに所属し、賞品のビール券などを換金することで得た収入が漫画家業を上回ったこともあり、「プロ草野球選手」を自称していた。なお、この時期の生活を描いたエッセイ漫画である『BAT DAYS』を、『マガジンGREAT』（講談社）に連載した。好きな球団は阪神タイガース。
2015年頃から絶版となっていた『最狂 超プロレスファン烈伝』『濃爆おたく先生』『BAT DAYS』などや、単行本未収録だった『メガホン侍の虎』『メガトン球団』『それいけ!!松戸アングラー隊』『コミック・ワンダーランド DCファン列伝』『見学王』などといった作品を、徳光が自力でKindleストアのみで電子書籍化していたが2018年にナンバーナインでの取り扱いに変え、他の電子書籍配信サイトにも販路が広がった。
2014年頃から広島県に移住。理由のひとつとしてマツダスタジアムに野球観戦に通いたいため。

## 作品
- いきなりバックドロップ犬
徳光のデビュー作で、主人公のサングラスをかけたバックドロップ犬があらゆる人物にバックドロップなどプロレス技を仕掛けるシュールギャグ。「プロレスを馬鹿にした内容」とプロレスファンからも反感を買った作品。
  1. 1988年10月 ISBN 978-4061765467
  2. 1989年11月 ISBN 978-4061765696
- 最狂超（スーパー）プロレスファン烈伝
プロレス研究会に在籍している大学生を描いた作品。プロレスファンでもほとんど付いていけなかった過剰にマニアックな内容であったため、1年ほどで打ち切られたものの6年も経ってから描き下ろしが加えられた[8]。2015年の電子書籍版において、プロレス卒業宣言から復帰までの過程を描いた4.5巻を発行。以降も続刊が告知されている。
講談社KCデラックス版
  1. 1992年6月
  2. 1993年3月15日 ISBN 978-4063193763　
  3. 1994年2月15日 ISBN 978-4063194470

マンダラケ・リベンジ・コミックス版
  1. 1999年9月 ISBN 978-4944099702
  2. 1999年10月 ISBN 978-4944099733
  3. 1999年11月 ISBN 978-4944099740
  4. 2000年2月 ISBN 978-4944099764
- メガホン侍の虎
1995年に『週刊少年チャンピオン』で短期集中連載。2015年に電子書籍で初単行本化[3][9]
- メガトン球団
『マガジンGREAT』連載。
- コミック・ワンダーランド DCファン列伝
『ドリームキャストマガジン』とその後継誌にて連載。電子書籍の単行本化の際は、「ドリームキャストファン烈伝」にタイトル変更。
- 濃爆おたく先生
  1. 2000年12月 ISBN 978-4063490442
  2. 2002年5月 ISBN 978-4063490923
- BAT DAYS
『マガジンGREAT』1998年9月号 - 2002年6月号、全23話
草野球エッセイコミック
コミックスには清水沢亮、川原正敏が寄稿している。
  1. 2002年7月 ISBN 978-4063338379
- 濃爆おたく大統領
  1. 2003年6月 ISBN 978-4063491302
  2. 2004年3月 ISBN 978-4063491661
- 妹ガンダム
  1. 2006年12月 ISBN 978-4047138926
  2. 2008年6月 ISBN 978-4047150782
- 不完全・特撮回路
『特撮エース』連載。
- それいけ!!松戸アングラー隊
『ガンダムエース』他にて連載。 電子書籍の単行本化の際は「松戸アングラー隊」にタイトル変更。
- ファイヤーレオン新日本プロレス編
特撮ドラマ・ファイヤーレオンのコミカライズ。内容は大きくアレンジされ、原典でご当地ヒーロー色が強かったファイヤーレオンは謎のプロレスラーとして描かれている。『月刊ブシロード』連載。
  1. 2014年7月26日　ISBN 978-4048994057
  2. 2014年12月26日 ISBN 978-4048994118
  3. 2020年10月8日 電子書籍のみ - 電子書籍のみだが、発売元は同じ（他の電子書籍化作品と違い出版社による発売）
- 転生したら昭和中堅レスラーだった件
  1. 2023年11月10日 ISBN 978-4821156153

### ゲストイラスト
- 師走の翁×JKプロレスイラストレーションズ 技画 GIGA（笠倉出版社、2016年8月26日）[10][11]

### 別名義
- どうぶつの林（角川書店「ケロケロエース」2010年3月号 - 2013年9月号連載） - パンダ師匠 名義
- かあどぶ（ブシロードメディア「月刊ブシロード」2013年10月号 - 2016年4月号[注 1]連載） - パンダ師匠 名義
- ヴァンがあどぶ[注 2]（ブシロードメディア「月刊ブシロード」、2016年5月号 - 2019年2月号）徳光パンダ師匠 名義[注 3][12]

「かあどぶ」として「ヴァンがあどぶ」も含めて、電子書籍としてブシロードメディアから単行本が発売。

## CM
- 講談社『月刊マガジンZ』 - 1999年～2000年

## 出演
- 桂歌若のおはよういちはら（いちはらFM - 2015年10月17日、24日放送）
- マンガ論争 (Vol.22)

## その他
- 2000年時点の徳光はプロレスへの興味は失せており、『最狂超（スーパー）プロレスファン烈伝』単行本の最終巻（まんだらけ版）で「プロレスファンを自主退学させて下さい」と宣言している。
- しかしプロレス好き担当編集者から一方的にその時々の情報を伝えられ、次第に思いが復活。2013年の新日本プロレス・両国大会を生観戦するまでになり、ファイヤーレオンのコミカライズ担当へと結びついた。
- 2014年に『俺のプロレスネタ、誰も食いつかないんだが。』（さかなこうじ）、2015年に『プ女子日和』（早蕨たまお）と相次いでプロレスファンが主人公である漫画がスタートしたことから、『～ファン烈伝』は元祖プロレスファン漫画と呼ばれている。その後押しを受け、2015年には『～ファン烈伝』を電子コミックス化。
- 電子書籍の宣伝目的（本人談）で、2015年からはtwitterを開始。ファンのツイートにこまめに返信するなどサービス精神旺盛な側面を見せている。
- 電子書籍では、少年サンデーの新人賞に応募した時の作品「下校最強タッグ」や原作を務めた「シャムロック」（絵・竜崎遼児）など、単行本化されていない作品も販売している。
- 2016年から、東京と大阪でそれぞれ「闘狂大学プロレス研究会」「最狂超（スーパー）徳光康之ファン烈伝 」などといったトークショーを定期的に行っている。トークショーではいずれ「プロレスファン烈伝」5巻を描くことを宣言。2016年にクラウドファンディングで第1話目を描くための生活費支援目標額40万円のカンパを募集したところ、131人の支援者より約四倍の資金が集まり[13]、電子書籍で1話ずつの公開を行っている。
- シーマ・ガラハウの声を演じた真柴摩利に送ったファンレターで徳光は「シーマさまの声を入れて返送してください」とカセットテープを同封。『ガンダムエース』の企画で対談した際にその事を話した所、真柴もこのファンレターの事を覚えていて、半分冗談も込めて叱られている[14]。